# Egnácia
Egnácia, Ignácia ou Gnácia (em grego: Εγνατία/Ιγνατία; em latim: Egnatia/Ignatia/Gnatia; em italiano: Egnazia; atualmente designada Anazo, em italiano: Anazzo) foi uma antiga localidade da Apúlia situada entre as cidades de Bário (atual Bari) e Brundísio (atual Brindisi). Segundo Estrabão e Ptolemeu pertenceu aos peucécios ou apulianos do sul, e segundo Plínio, o Velho aos primeiros ou, menos precisamente, aos salentinos. Para o lexicógrafo William Smith poderia, de fato, ser a última cidade dos peucécios rumo as fronteiras da Campânia. Horácio, que certa vez a visitou, afirmou que carecia de boa água e registrou um milagre reproduzido pelos locais, mais tarde também citado por Plínio, no qual um incenso colocado num altar específico consumiu-se espontaneamente sem que lhe ateassem fogo.
Durante o século XIX, alguns topógrafos italianos especularam que Egnácia teria sido fundada por um indivíduo chamado Egnácio, o mesmo que, segundo eles, construiu a importante Via Egnácia dos Bálcãs, que ligou as cidades de Dirráquio e Apolônia na Ilíria à Bizâncio na Trácia; para William Smith esta interpretação caracteriza-se como uma conjectura sem bases empíricas. Durante o período romano foi de considerável importância comercial e esteve localizada, segundo o Itinerário de Antonino e o relato de Horácio, na intersecção entre a Via Trajana, que ligou Benevento a Brundísio, e uma rota costeira, considerada como a Via Egnácia italiana.
Os muros de Egnácia foram quase inteiramente destruídos em períodos posteriores para fornecer material de construção, e seu sítio é famoso pelas descobertas feitas em seus numerosos sepulcros vizinhos. Uma considerável coleção de antiguidades, que inclui algumas inscrições em dialeto messápio, vasos, terracotas e outras relíquias, está preservada em Fasano, embora os melhores estão num museu em Bari. Próximo a Fasano foram descobertas duas capelas subterrâneas com pinturas do século XI que foram associadas a este cidade antiga.